# John Sutcliffe (styliste)
Cet article concerne le styliste. Pour le sportif, voir John Sutcliffe.
Pour les articles homonymes, voir Sutcliffe.
John Sutcliffe (mort en 1987) était un modéliste et photographe fétichiste britannique, célèbre durant les années 1950, 1960 et 1970 en tant que styliste de vêtements pour les passionnés du cuir, du caoutchouc et du PVC. Il était particulièrement attirés par le bondage les catsuits, capes et masques à gaz en caoutchouc et latex. Et, ce que l'on nomme aujourd'hui total enclosure ou heavy rubber. Dans cette lignée on note aujourd'hui les créations les créations des stylistes Harold W. en Autriche, Dmask en Hollande. Et le magazine Haevy Rubber.
Il existe une polémique concernant les costumes de la série télévisée Chapeau melon et bottes de cuir, Pour certains, il a créé les costumes de la série télévisée Chapeau melon et bottes de cuir pour d'autres, c'est Michael Whittaker pour Honor Blackman et John Bates pour Diana Rigg. Et John les aurait seulement fabriqué. Il a cependant dessiné d'autres costumes pour une autre version de Chapeau melon et bottes de cuir. Il a également désigné le costume en cuir porté par le protagoniste principale du film La Motocyclette ce qui a influencé le regard porté sur la série.
John a créé un ensemble uniforme/bottes, compris avec des cuissardes. Il a été également l'éditeur du magazine fétichiste[Lequel ?]. Il a édité deux autres magazines dans la même veine : The Rubberist et Dressing For Pleasure, à présent édités par Dave Watson de G&M Fashions.
En publiant son magazine AtomAge, Sutcliffe favorisait le côté « vêtement prison », gas mask et fetish/bondage plutôt qu’une image explicite du bondage/ligotage. Malgré cela il fut persécuté. Au milieu des années 1980, AtomAge attira l’attention de la police et Sutcliffe fut poursuivi pour obscénité. Tout le matériel édité sur les lieux fut saisi et détruit. Les imprimeurs d'AtomAge furent également saisis et les plaques d'impression pour les magazines d'AtomAge disparurent.
Il faut savoir qu'à l'époque la loi anglaise punissait les publications de bondage.
Après la mort de John, Skin Two (en) le magazine anglais de référence, fut créé par Tim Wooward et Tony Mitchell. Ils décidèrent de s’en tenir aux publications de vêtements. Il détournèrent subtilement la loi en donnant à leur magazine un côté plus mode fetish qu'enfermement masques et bondage. Il publièrent des images trompe-l'œil de femmes harnachées de corsets de cuir ou de caoutchouc jusqu’aux genoux, perchées sur des talons aiguilles si hauts que tout mouvement du corps est rendu impossible. La femme est « bondée », voire « pétrifiée » comme l’idole de Leopold von Sacher-Masoch, la Vénus de marbre  Et le corset serré au niveau des genoux rend le sexe de la femme inaccessible.
John Sutcliffe est à l'origine de l'affluence des industries du vêtement fétichiste en Grande-Bretagne, en Allemagne, aux États-Unis et d'autres pays et continents. Il est aussi le précurseur des grands évènements et spectacles annuels fétichistes, tels que Rubber Ball au Royaume-Uni, "Exentric fashion" en Suisse "Europerve" en Hollande.et du très large nombre de gens qui apprécient le port d'un vêtement excitant sans avoir peur d'être jugé ou réprimandé.
Durant ses dernières années, Sutcliffe partageait un atelier dans l'est de Londres.
En 2010, le premier livre sur Sutcliffe et ses magazines AtomAge - Dressing For Pleasure, a history of AtomAge est publié par Fuel et édité par Jonny Trunk.